# Bunraku
Bunraku (jap. 文楽), używana także pierwotna nazwa ningyō-jōruri (人形浄瑠璃) – japoński teatr lalkowy, w którym narracji i dialogowi towarzyszy akompaniament shamisenu (okazyjnie innych instrumentów, jak np. taiko). Nazwa bunraku pojawiła się w XIX wieku.

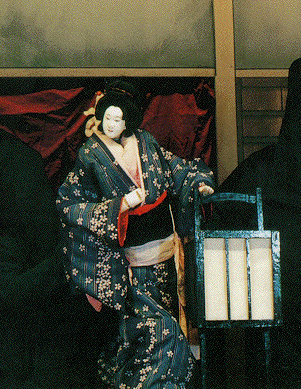
Scena z przedstawienia bunraku

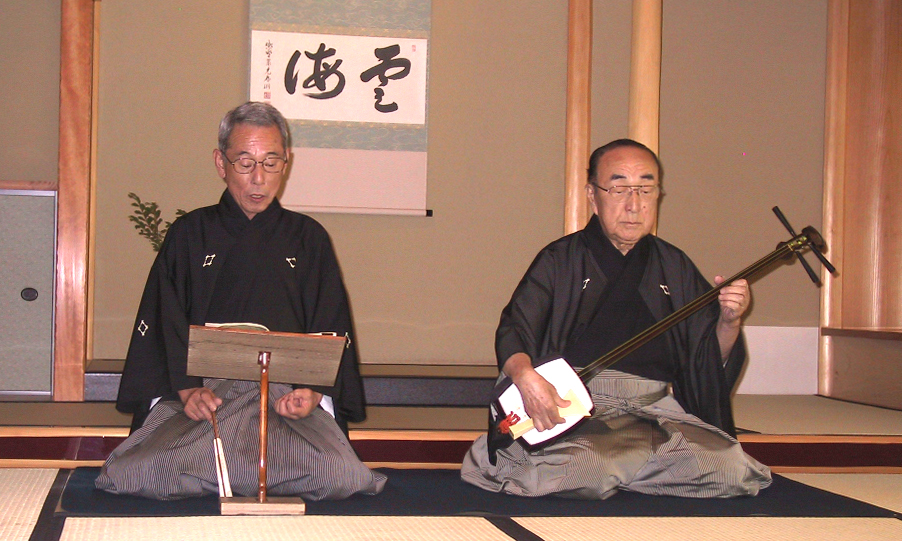
Narrator i akompaniator

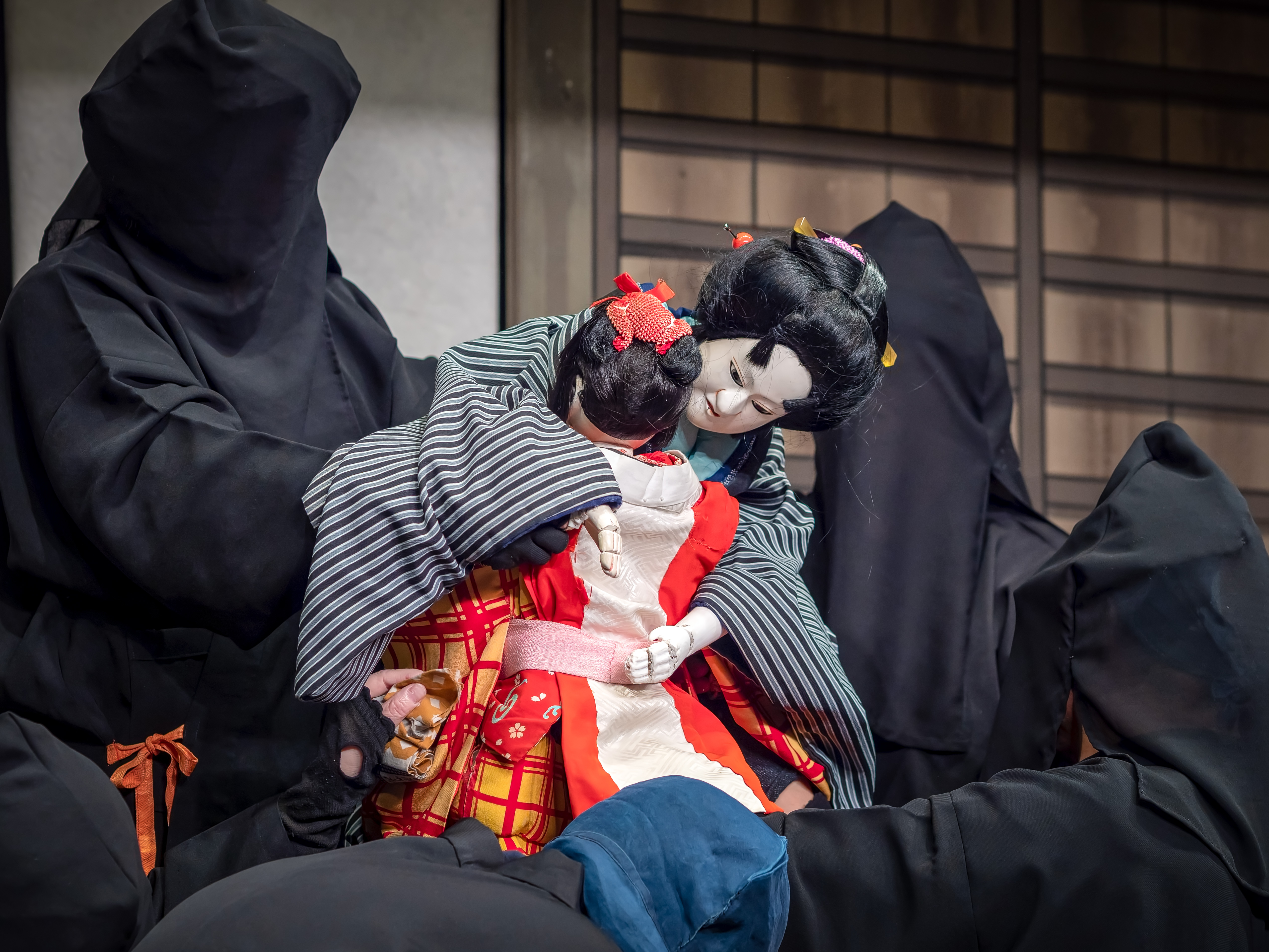
Prezentacja techniki poruszania lalkami w Tokushima-kenritsu Awa Jūrōbē Yashiki (teatr i muzeum lalek prefektury Tokushima

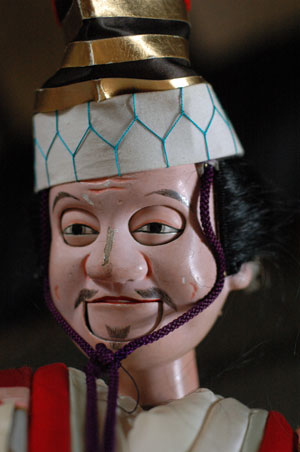
Głowa lalki bunraku

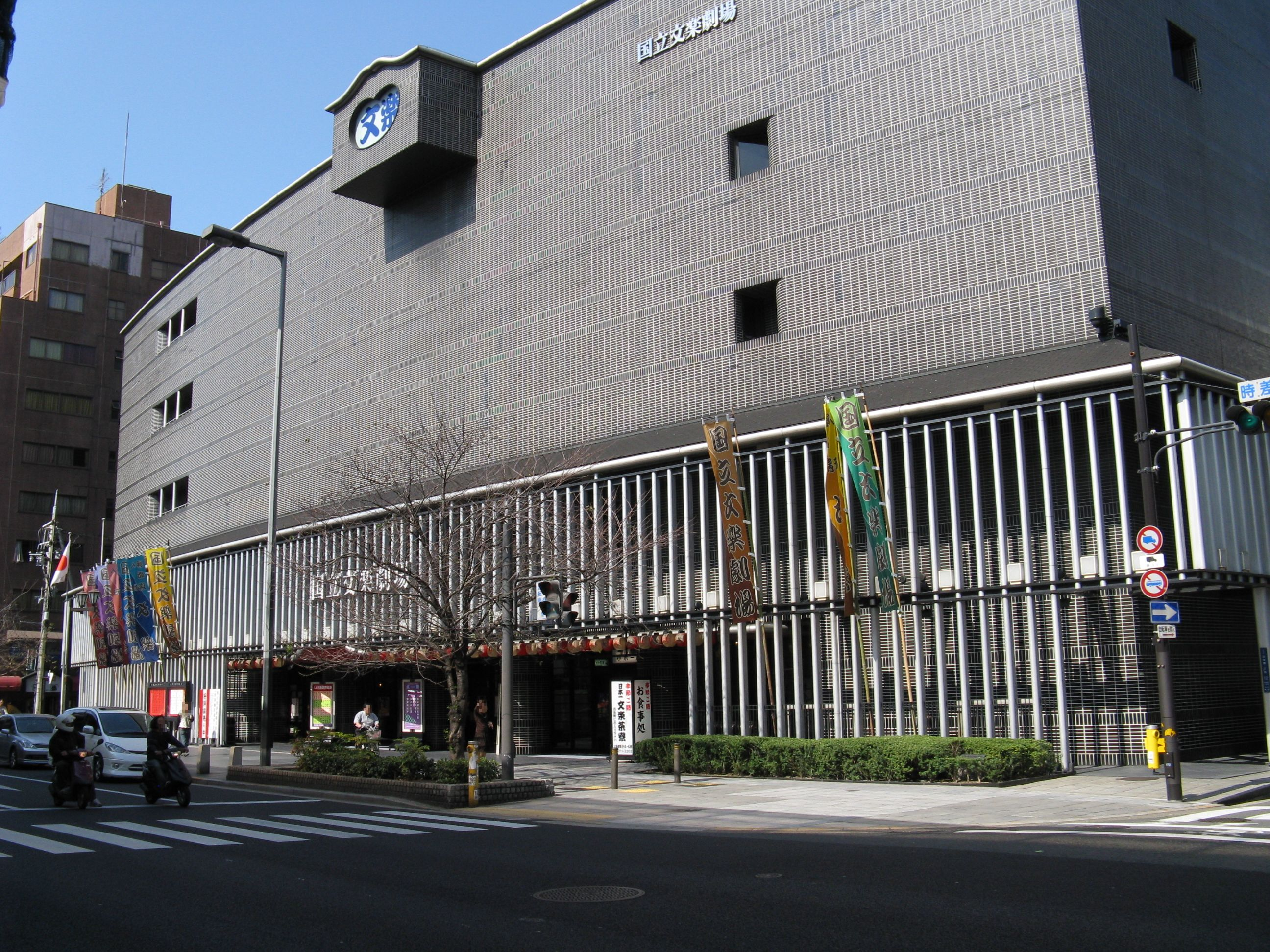
National Bunraku Theatre, Osaka

Teatr ten narodził się w XVII wieku w Osace i stanowi kontynuację widowisk polegających na opowiadaniu historii wraz z pokazywaniem widzom stosownych ilustracji. Z czasem ilustracje zastąpiono lalkami, które obecnie przybrały rozmiary odpowiadające 1/3–4/5 rozmiarów ludzkich. Na Zachodzie (błędnie) nazwą bunraku określa się również lalki występujące w tym gatunku teatralnym. Ich właściwa nazwa to bunraku-ningyō.
Pierwotna nazwa jōruri pochodzi od imienia ukochanej japońskiego bohatera narodowego Yoshitsune Minamoto. Jej dzieje były początkowo głównym tematem opowiadań. Nazwa bunraku była zaś używana w odniesieniu do teatru Bunraku-za w Osace, potem stała się zwyczajową nazwą tej formy teatralnej.
W 2003 roku został proklamowany arcydziełem ustnego i niematerialnego dziedzictwa ludzkości, a w 2008 roku wpisany na listę niematerialnego dziedzictwa UNESCO.

## Wykonawcy
Zwyczajowo w spektaklu bunraku biorą udział następujący wykonawcy:
- tayū, 太夫 – kantor-narrator-recytator;
- shamisen-hiki,  三味線弾 – akompaniator grający na shamisenie;
- ningyō-zukai,  人形遣い – aktorzy-lalkarze animujący lalki.

W przedstawieniach biorą również udział perkusiści grający najczęściej na bębnach taiko, pozostają oni jednak niewidoczni dla publiczności.
Para narrator-akompaniator stanowi najważniejszą część spektaklu bunraku. W dawnych czasach wykonawcy ci przebywali ze sobą non-stop również w życiu codziennym, by osiągnąć stan „wspólnego umysłu”.
Dla wzmocnienia efektu teatralnego lub dramatycznego, role kantorów i akompaniatorów mogą być zwielokrotnione. Również często w ramach jednej sztuki, pomiędzy aktami grane są przerywniki taneczne, w których uczestniczy szerszy zespół wykonawców.
W sztukach uczestniczą również pomocnicy, z których najważniejszy wybija pałeczkami rytm oznaczający rozpoczęcie sztuki lub aktu, a także zapowiadający z imienia i nazwiska głównych wykonawców.

## Scena
Scena bunraku jest obniżona w stosunku do zwykłej sceny teatralnej w ten sposób, by aktorzy byli odsłonięci mniej więcej od pasa w górę. Umożliwia to im operowanie lalkami na poziomie barków. Główny aktor zakłada wysokie drewniane buty typu geta, co z jednej strony pozwala mu operować górną częścią lalki, z drugiej wybijać rytm w momentach dramatycznych spektaklu.
Z prawej strony sceny znajduje się wydzielone proscenium, na którym zasiadają: narratorzy oraz muzycy. W sztukach tradycyjnych, w których występują pary: narrator-akompaniator, siedzą oni na obrotowej scenie zw. yuka (床). Pomiędzy poszczególnymi aktami a nawet scenami, następuje wymiana wykonawców poprzez jej obrót. Za obrót odpowiedzialni są pomocnicy (世話さん, sewa-san).
Z lewej i z prawej strony sceny znajdują się kotary zwane komaku (小幕, dosł. mała kurtyna) z tradycyjnie z wyszytymi godłami teatrów Takemoto-za (竹本座) oraz Toyotake-za (豊竹座), spoza których wychodzą wykonawcy przedstawienia.

## Lalki
Lalki teatru bunraku, w zależności od postaci, mają wielkość ok. 1/3 do 4/5 rozmiarów ludzkich. Jednak ich głowy pozostają mniejsze w stosunku do ciała. Proporcje te zostały wypracowane historycznie dla osiągnięcia jak najlepszego efektu teatralnego.
Lalki składają się z:
- głowy (jap. 頭 kashira) z elementami ruchomymi, pozwalającymi na zamykanie i otwieranie oczu, ust; istnieją również specjalne lalki zmieniające charakterystykę postaci – np. z kobiety w demona – wykorzystywane w sztukach o elementach nadprzyrodzonych
- rąk, z których każda obsługiwana jest przez odrębnego aktora
- nóg w przypadku lalek męskich (i sporadycznie kobiecych) – większość lalek żeńskich posiada długą szatę, ruchy nóg są zaś zaznaczane przez aktora poprzez ruchy pięściami

Lalki głównych ról animowane są przez trzech aktorów. Lalki postaci drugoplanowych są mniejsze i animowane przez pojedynczych aktorów. Najważniejszy aktor (主遣い, omo-zukai) obsługuje korpus, głowę i prawą rękę lalki. Aktor pomocniczy (左遣い, hidari-zukai) obsługuje lewą rękę, zaś drugi aktor pomocniczy (足遣い, ashi-zukai) animuje nogi postaci.
Większość aktorów animujących lalki pozostaje całkowicie zasłonięta wraz z głową, na którą ma założony czarny kaptur. Tylko najważniejsi aktorzy występują bez nakrycia głowy. Zgodnie z regułami teatru, ich twarze muszą jednak pozostać niewzruszone, tak by całość emocji była przekazywana przez lalki, głos narratora i shamisen.
Aby osiągnąć zamierzony efekt teatralny, wszyscy aktorzy animujący pojedynczą lalkę muszą współpracować ze sobą do niewiarygodnego stopnia, włączając w to synchroniczny oddech.
Tradycyjnie, edukacja aktorów odbywa się w systemie mistrz-praktykant i rozpoczyna w wieku piętnastu lat, zaraz po zakończeniu gimnazjum. Tradycyjnie uważa się, że do mistrzowskiego opanowania ruchów drugiego aktora pomocniczego wymagane jest 10 lat praktyki, pierwszego aktora pomocniczego - kolejne 10 lat. Głównym aktorem zostaje się po kolejnych wielu latach praktyki.

## Dramaturgia
Najwybitniejszym dramaturgiem tego gatunku był Monzaemon Chikamatsu, którego sztuki zaadaptowano później do potrzeb przedstawień kabuki.

## Bunraku współcześnie
Wspierany przez rząd Japonii, Narodowy Teatr Bunraku w Osace wystawia sztuki bunraku w cyklach 2–3 tygodniowych, ok. 5–6 razy w roku. Zespół wystawia również przedstawienia wyjazdowe w Narodowym Teatrze Japonii w Tokio.